# Giulia Quintavalle
Giulia Quintavalle (née le 6 mars 1983 à Livourne) est une judokate italienne.

## Biographie
Giulia Quintavalle a gagné la médaille d'or olympique pour l'Italie lors des Jeux olympiques d'été de 2008 dans la compétition des moins de 57 kg femmes.